# Chicago Board of Trade

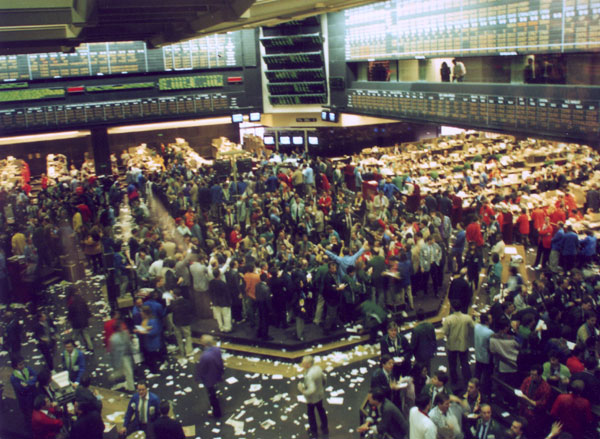
Das Parkett der CBOT im Jahre 1993

Die Chicago Board of Trade (CBOT), gegründet 1848, ist die weltälteste Terminbörse und Teil der CME Group. Mehr als fünfzig verschiedene Termingeschäfte werden durch über 3.600 CBOT-Mitglieder sowohl durch Parketthandel als auch elektronisch abgewickelt. Das Volumen an der Börse im Jahre 2003 erreichte mit 454 Millionen Verträgen einen Rekordstand. Am 12. Juli 2007 wurde der Zusammenschluss der CBOT mit der Chicago Mercantile Exchange zur neuen CME Group wirksam.

## Geschichte
Aufgrund der Sorgen von US-Händlern, es könnte an Käufern bzw. Verkäufern für Rohstoffe mangeln, entwickelten sie Termingeschäftsverträge, insbesondere für Agrarprodukte wie Getreide, Schweinebäuche etc. Die CBOT war ein zentralisierter Handelsort, wo Käufer und Verkäufer aufeinandertreffen konnten, um ihre Verträge auszuhandeln und abzuschließen. 1864 führte die CBOT die ersten standardisierten börsengehandelten Termingeschäftsverträge ein. 1919 wurde die Chicago Butter and Egg Board, eine Ausgründung der CBOT, umorganisiert, um Termingeschäfte zu ermöglichen, und der Name wurde in Chicago Mercantile Exchange geändert.
Am 19. Oktober 2005 erfolgte der Börsengang der CBOT mit 3.191.489 Anteilen zu 54,00 US-Dollar pro Anteil. Im Tagesverlauf des Aktienhandels an der New York Stock Exchange nahm der Preis um 49 % zu auf 80,50 Dollar. 2007 fusionierten die CBOT und die CME, um die CME Group zu bilden.

## Gebäude

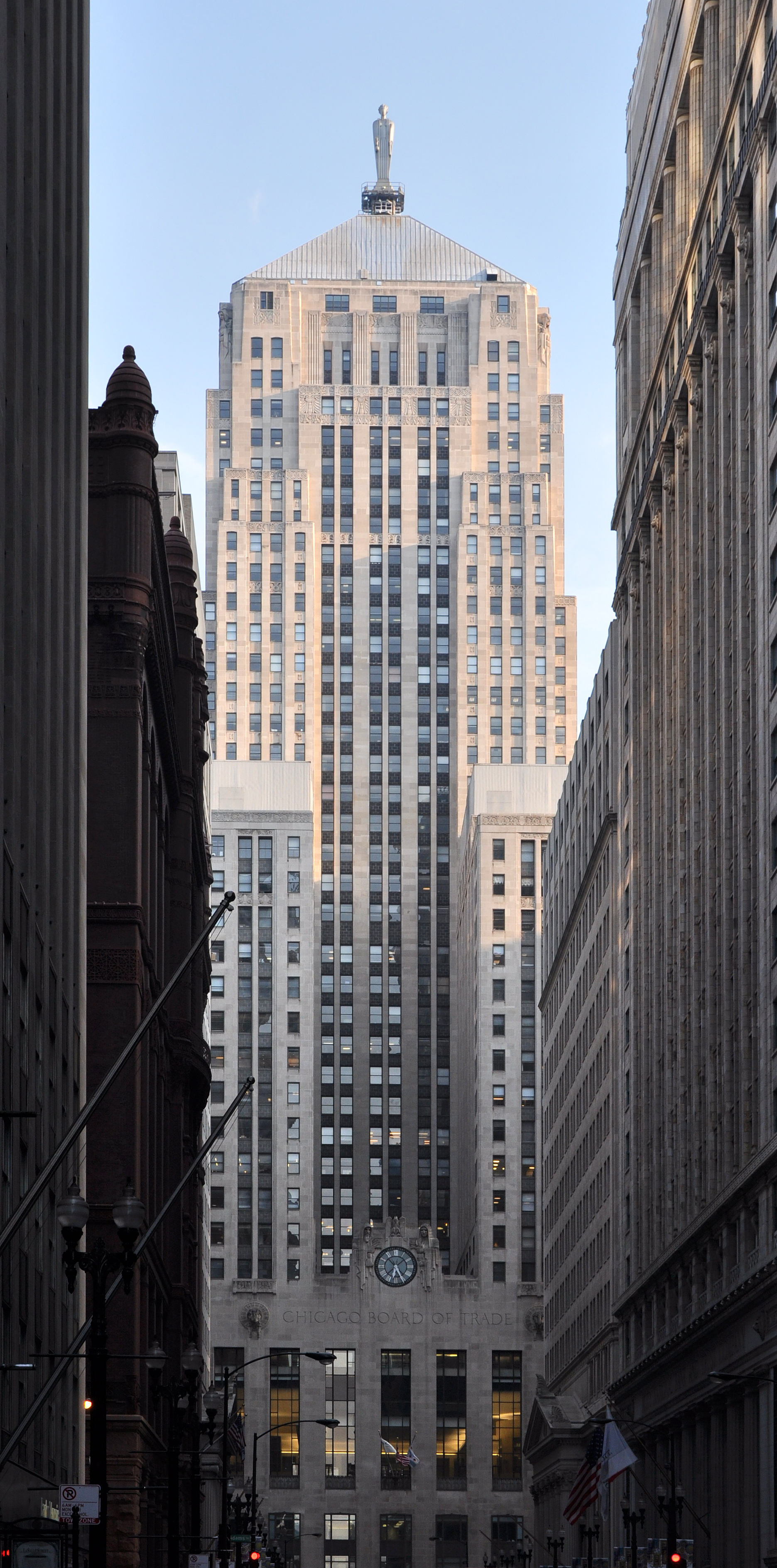
Das Gebäude der Board of Trade

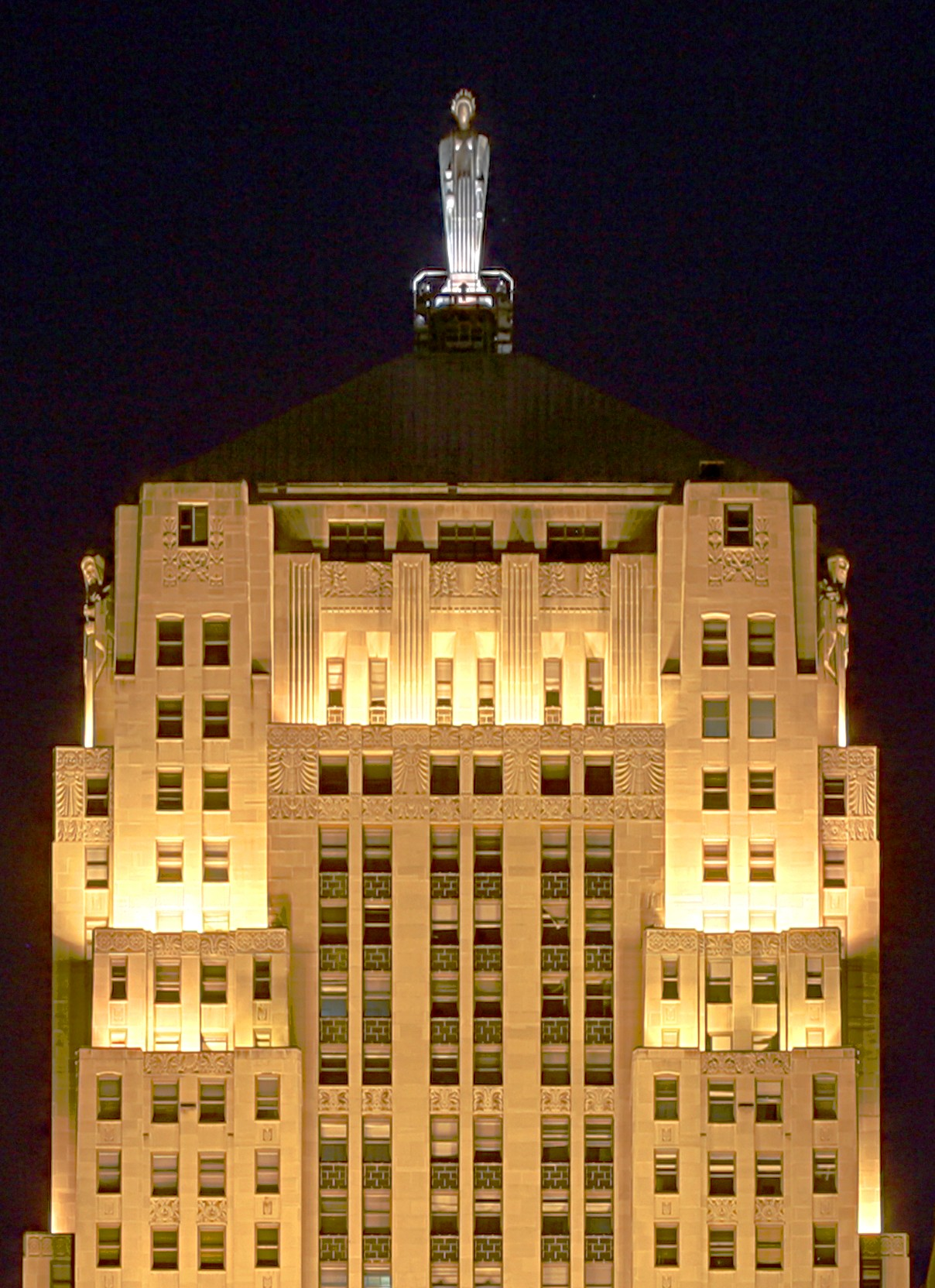
Nachtansicht

Seit 1930 befindet sich die Chicago Board of Trade bei 141 West Jackson Boulevard in Chicago. Das Gebäude wurde durch die Architekten Holabird & Root entworfen. Mit 184 Metern Höhe war es das höchste Gebäude in Chicago bis 1965, als das Richard J. Daley Center gebaut wurde. Das Gebäude ist im Art-Déco-Stil gebaut, mit Skulpturen von Alvin Meyer; an der Spitze befindet sich eine 9,5 m große Statue der Göttin Ceres, in einer Anspielung auf die Geschichte der Börse als Rohstoff- und Getreidemarkt. Die Ceres-Figur hat kein Gesicht, weil der Bildhauer, John Storrs, der Ansicht war, das 45-stöckige Gebäude wäre so viel höher als jede andere Struktur in der Gegend, dass niemand in der Lage wäre, das Gesicht überhaupt anzuschauen. Heute ist das Gebäude (das am 2. Juni 1978 als National Historic Landmark anerkannt wurde) von anderen (z. T. noch größeren) Wolkenkratzern umgeben im Finanzdistrikt des Chicago Loop.

## The Pit
The Pit ist eine erhöhte achteckige Struktur, wo Parketthandel stattfindet. Auf dem Parkett des CBOT befinden sich viele solcher Pits. Die Außenstufen nach oben, und die Innenstufen nach unten bei solchen Pits verleihen ihnen etwas von dem Aussehen eines Amphitheaters und ermöglichen Hunderten von Händlern einander zu sehen und zu hören während der Handelszeiten. Die Bedeutung des Pits und des Handels dort wird unterstrichen durch die Verwendung eines stilisierten Pits als Logo des CBOT. The Pit ist auch Titel und Thema eines klassischen Romans aus dem Jahre 1903 von Frank Norris.